# Saint-Vincent-Rive-d’Olt
Saint-Vincent-Rive-d’Olt ist eine französische Gemeinde mit 432 Einwohnern (Stand 1. Januar 2022) im Département Lot in der Region Okzitanien. Sie gehört zum Kanton Luzech und zum Arrondissement Cahors.
Nachbargemeinden sind Luzech im Nordwesten, Parnac im Norden, Douelle im Nordosten, Pradines im Osten, Trespoux-Rassiels im Südosten, Cambayrac im Süden und Albas im Westen.

## Sehenswürdigkeiten

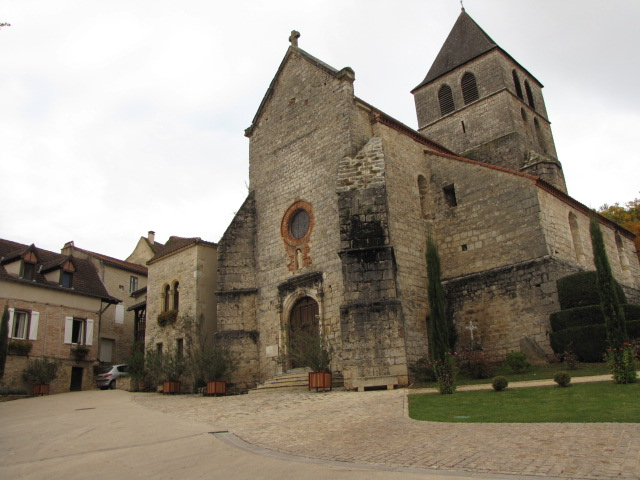
Romanische Kirche Saint-Vincent, seit 2015 ein Monument historique

## Bevölkerungsentwicklung
| Jahr      | 1962 | 1968 | 1975 | 1982 | 1990 | 1999 | 2008 | 2018 |
| --------- | ---- | ---- | ---- | ---- | ---- | ---- | ---- | ---- |
| Einwohner | 372  | 354  | 357  | 400  | 417  | 428  | 487  | 442  |